# Satoshi Fukushima (Mangaka)
Satoshi Fukushima (jap. 福島 聡, Fukushima Satoshi; * 24. August 1969 in der Präfektur Gunma, Japan) ist ein japanischer Manga-Zeichner.
Mit der Kurzgeschichte Hakoniwa Ōji (箱庭王子) gewann er 1990 den Afternoon Shiki-shō, den Nachwuchspreis des Manga-Magazins Afternoon. Obwohl zwei weitere Auszeichnungen für Nachwuchsförderung folgten – 1992 der Chiba Tetsuya-shō des Kōdansha-Verlages und 1999 der Shinjin Comic Taishō des Shōgakukan-Verlages –, begann er erst 2000 mit der Veröffentlichung von Serien. Seine erste trug den Titel Day Dream Believer und erschien zunächst als Fortsetzungsgeschichte im Morning-Magazin, später in zwei Sammelbänden.
Seit 2001 arbeitet Fukushima für den Enterbrain-Verlag, insbesondere für dessen alternatives Manga-Magazin Comic Beam. In diesem brachte er von 2001 bis 2004 die Serie Shonen Shojo (少年少女, Shōnen Shōjo) heraus, die einen Umfang von etwa 1.000 Seiten in vier Sammelbänden hat und aus nicht zusammenhängenden Kurzgeschichten besteht. Für diesen Manga war der Zeichner 2004 für den Osamu-Tezuka-Kulturpreis nominiert.
Nachdem er 2003 und 2004 bei Enterbrain die beiden Einzelbände 6-banme no Sekai (6番目の世界) und Soratobu Aoi (空飛ぶアオイ) sowie das zweibändige Day Dream Believer Again publiziert hatte, begann er an einer weiteren Serie für Comic Beam, Kidō Ryodan Hachifuku Kami (機動旅団八福神), an der er weiterhin arbeitet. Diese stellt sein bisher längstes Werk dar.
Sein Werk wurde ins Französische und Deutsche übersetzt.